# پناه بگیر (فیلم ۲۰۲۴)
پناه بگیر (به انگلیسی: Take Cover) یک فیلم اکشن و دلهره‌آور محصول سال ۲۰۲۴ سینمای بریتانیا به کارگردانی نیک مک‌کینلس با بازی اسکات ادکینز و آلیس ایو است. این فیلم در مورد یک تک تیرانداز حرفه‌ای است که توسط یک رقیب مرگبار در یک پنت‌هاوس تمام شیشه‌ای به دام افتاده است.

## خلاصه داستان
سَم لُرد (ادکینز) یک تک‌تیرانداز حرفه‌ای است که عمر را صرف کشتن مردم کرده است. پس از یک شلیک اشتباه، خود را سرخورده و بی‌هدف می‌بیند و تصمیم می‌گیرد به عنوان یک قاتل بازنشسته شود. با این حال، این تصیم او باعث می‌شود که خودش به یک هدف تبدیل شود. با پوششی کم یا بدون پوشش، باید با هر چیزی که برای زنده ماندن دارد مبارزه کند.

## بازیگران
- اسکات ادکینز در نقش سام لُرد
- آلیس ایو در نقش تامارا
- جک پار در نقش در نقش کن
- مدالینا بلاریو ایون در نقش مونا

## تولید
تصویربرداری اصلی از ۱۹ ژوئن ۲۰۲۳ در انگلستان شروع شد.